# Lutzomyia noguchii
Lutzomyia noguchii är en tvåvingeart som först beskrevs av Shannon R. C. 1929.  Lutzomyia noguchii ingår i släktet Lutzomyia och familjen fjärilsmyggor.
Artens utbredningsområde är Peru. Inga underarter finns listade i Catalogue of Life.